# Pittasoma
Pittasoma – rodzaj ptaków z rodziny mrówkożerów (Conopophagidae).

## Występowanie
Rodzaj obejmuje gatunki występujące w Ameryce Centralnej i północno-zachodniej części Ameryki Południowej.

## Morfologia
Długość ciała 16–19 cm, masa ciała 96–110 g.

## Systematyka

### Nazewnictwo
Nazwa rodzajowa jest połączeniem nazwy rodzaju Pitta Vieillot, 1816 z greckim słowem σωμα soma – „ciało”.

### Podział systematyczny
Gatunkiem typowym jest Pittasoma michleri. Do rodzaju należą następujące gatunki:
- Pittasoma michleri Cassin, 1860 – kusogon czarnogłowy
- Pittasoma rufopileatum E. Hartert, 1901 – kusogon czarnobrewy